# Jawor
Jawor (Duits: Jauer) is een stad in het Poolse woiwodschap Neder-Silezië, gelegen in de powiat Jaworski. De oppervlakte bedraagt 18,8 km², het inwonertal 23.773 (2010; in 2005: 24.477). De stad ligt aan de rivier Nysa Szalona op ongeveer 70 kilometer ten westen van Wrocław. Over de stichting van de stad is weinig tot niets bekend. Na de dood van de laatste hertog van Świdnica-Jawor (Schweidnitz-Jauer), Bolko II de Kleine in de 1368 `werd dit hertogdom een leen van het koninkrijk Bohemen, waarin de Habsburgers het koningschap verwierven in 1529. In 1742 ontnam de Pruisische koning de provincie Silezië aan de Habsburgers. In februari 1945 veroverde het Rode Leger. Op 28 april werd Jauer/Jawor overgedragen aan Polen. De bevolking werd voor zover niet gevlucht verdreven.

## Geschiedenis
De stad lag in de middeleeuwen op een strategische kruising van wegen (Breslau-Dresden en Liegnitz-Praag) en was dan ook al vroeg een bewoonde en bevestigde plaats. Na de verdeling van het piasten-hertogdom Silezië-Breslau werd Jauer de hoofdplaats van het hertogdom Liegnitz-Jauer in 1278 en ruim een eeuw daarna zetel van een 'Landeshauptmann' die het gezag voerde uit naam van de hertogen. In 1368 was het hertogdom een leen van de Boheemse kroon geworden en daarmee ook een deel van het Duitse Rijk. In 1526 verwierven de Habsburgers de Boheemse kroon en werd Jauer een stad in wat nu heette de Oostenrijkse provincie Silezië. In die tijd besloten de hertog en de stadsraad de lutherse hervorming aan te nemen. Jauer bleef een kleine stad met 1.500 inwoners die zwaar te lijden kregen van de Dertigjarige Oorlog (1619-1648) omdat de strijdende partijen – katholieke Habsburgers tegen lutheranen onder koning Gustaaf Adolf van Zweden – afwisselend de stad veroverden en hun legers ter plaatse onderbrachten. Door de vrede kwam het hertogdom rechtstreeks onder de Habsburgse keizer en deze gaf de kerken aan de katholieken terug en steunde hen met ziekenzorg en onderwijsinstellingen. Niettemin bleven de meeste burgers luthers en volgens de bepalingen van de vrede mochten zij in Jauer (tevens in Glogau en Schweidnitz) een zogenaamde 'Friedenskirche' bouwen  maar van hout en zonder toren en buiten de muren van de stad. 
In 1741 veroverde koning Frederik de Grote van Pruisen de provincie Silezië, maar in 1756 waren de Oostenrijkers tijdelijk terug. Twintig jaar later werd de stad door een brand verwoest. De wederopbouw vond planmatig plaats met koninklijke subsidie. Daarna werd een Pruisisch garnizoen in Jauer gelegerd. Legereenheden van Napoleon wisselden de Pruisen enkele jaren af. 
Economisch bleef de nijverheid tot de textielindustrie beperkt, die in een crisis geraakte en waartegenover de verbinding met het spoorwegnet in 1856 slechts beperkt nieuwe activiteiten mogelijk maakte. Deze lieten de bevolking wel weer toenemen – tot 11.500 in 1890 - en daarmee in verband werden middelbare onderwijsinstellingen opgericht. Cultureel was het theater van Jauer van betekenis in heel Silezië en zijn toneelgezelschap gaf tot ver buiten de stad voorstellingen.
Aan het einde van de Tweede Wereldoorlog kwamen in februari 1945 Sovjet-troepen in de stad die haar leeg roofden en in brand staken en eind april aan Poolse autoriteiten overgaven. De bevolking die inmiddels tot 14.000 was toegenomen werd voor zover niet gevlucht gedeporteerd naar het westen (zie Verdrijving van Duitsers na de Tweede Wereldoorlog).

## Verkeer en vervoer
- Station Jawor
- Station Stary Jawor

## Bezienswaardigheden
- Kerk van de Vrede 'Friedenskirche' (barok, 1654–1655)
- Parochiekerk van de Sint-Maarten van Tours (gotiek, 13e–14e eeuw)
- Stadhuis uit 1896 (met gotische toren uit 1537)
- Diverse huizen uit de 16e tot 19e eeuw
- Wachttoren (Wieza Strzegomska; 'Striegauer Tor'), 14e eeuw
- Franciskanenkerk met klooster (gotisch 1490), tegenwoordig regionaal museum
- Sint-Adalbertkapel (1390), synagoge, in de 17e eeuw tot barokkapel verbouwd
- Hertogin Agneshaus (gotisch, 14e–19e eeuw)
- Piastenpaleis (1270 tot 1680, renaissance)

## Geboren in Jawor
- Nicolaus Magni de Jawor (~ 1355-1435), rector van de Karelsuniversiteit te Praag en de Universiteit van Heidelberg
- Christoph Rudolff (1499-1545), wiskundige
- Georg Friedrich Schröer (1663-1739), theoloog
- Christoph Hackner (1663-1741), architect
- Karl Friedrich Flögel (1729-1788), cultuur- en literatuurhistoricus
- Heinrich Gottfried von Mattuschka (1734-1779), botanicus
- Henriette Hanke (1785-1862), schrijfster
- Wilhelm Ebstein (1836), dokter in de geneeskunde[1]
- Friedrich Müller (1845-1901), parlementslid
- Heinrich Otto Meisner (1850-1932), archivaris
- Carl Peschke (1853-1907), Duits sociaaldemocraat en ondernemer
- Arthur Lieutenant (1884-1968), Duits politicus
- Ludwig Manfred Lommel (1891-1962), Silezische blijspelacteur en cabaretier
- Peter Fey (* 1928), Duits hoogleraar informatietechniek

Historisch centrum van Krakau · Koninklijke Wieliczka- en Bochnia-zoutmijnen · Auschwitz-Birkenau: Duits naziconcentratie- en -vernietigingskamp · Woud van Białowieża · Historisch centrum van Warschau · Oude stad Zamość · Middeleeuwse stad Toruń · Kasteel van de Duitse ridderorde in Malbork · Kalwaria Zebrzydowska: maniëristisch architectuur-en parklandschapcomplex en bedevaartspark · Vredeskerken in Jawor en Świdnica · Houten kerken van zuidelijk Małopolska · Muskauer Park / Park Muzakowski · Hala Stulecia in Wrocław · Houten tserkva's van de Karpaten in Polen en Oekraïne· Lood-zilver-zinkmijn van Tarnowskie Góry en haar ondergrondse waterbeheersysteem · Prehistorische mijnstreek van gestreepte vuursteen van Krzemionki · Oude en voorhistorische beukenbossen van de Karpaten en andere regio's van Europa
1. ↑  Mazurak M, Kusa J (2017). The Two Anomalies of Wilhelm Ebstein. Tex. Heart. Inst. J. 44 (3): 198–201. PMID 28761400. PMC PMC5505398. DOI: 10.14503/THIJ-16-6063.